# Одесский национальный морской университет
Одесский национальный морской университет (ОНМУ) (укр. Одеський національний морський університет) — высшее морское учебное заведение Украины, расположенное в Одессе.

## История и руководители
Образование вуза было вызвано нуждами народного хозяйства СССР и Украинской ССР, вызванные бурным развитием сети водного (речного и морского) транспорта. Решение о его учреждении в Одессе сначала было принято 9 января 1930 года на конференции Народного комиссариата путей сообщений УССР, а затем этот вопрос рассматривался на специальном совещании, которое состоялось 13 апреля 1930 года. В числе участников совещания, ставших основателями Одесского института водного транспорта (ОИВТ), были: глава Центрального управления кадрами НКПС УССР, руководство партийного комитета и профсоюза водников, директор и заведующие отделениями судостроительного факультета Одесского политехнического института и другие. 12 июня 1930 года издано Постановление РНК УССР, подписанное главой республиканского правительства В. Я. Чубарем, о создании института. Впоследствии он назывался: Одесский институт инженеров водного транспорта (ОИИВТ), Одесский институт инженеров морского флота (ОИИМФ), Одесский национальный морской университет (ОНМУ).
Первоначально вуз существовал на базе судостроительного факультета Одесского политехнического института (ОПИ, ныне Одесский национальный политехнический университет) и состоял из трех факультетов: судомеханического, гидротехнического и эксплуатационного и территориально располагался в стенах бывшего дореволюционного трехэтажного сооружения — Института благородных девиц, построенного в 1859 году по проекту архитектора А. Шашина. Из ОПИ в ОИИВТ были переведены студенты старших курсов соответствующих специальностей, а в конце 1930 года были созданы еще экономический и кораблестроительный факультеты. Институт подчинялся Народному комиссариату путей сообщений УССР. Первым директором института с ноября 1930 года был назначен Василий Степанович Дышкант. С марта 1932 по сентябрь 1936 года институт возглавлял Михаил Дмитриевич Демидов.
С началом Великой Отечественной войны, по распоряжению Наркомата морского транспорта, институт было запланировано эвакуировать в Ростов-на-Дону, а со временем — в Махачкалу. В начале августа 1941 года началась эвакуация вуза и конечным пунктом его переезда стал Самарканд, где его возглавил директор В. Д. Земсков. После освобождения Одессы институт вернулся в город и в 1944 году был переименован в Одесский институт инженеров морского флота. Вуз возглавил О. В. Будницкий, который проработал в должности директора до конца августа 1950 года. В институте были открыты новые факультеты: механизации портов, гидротехнический и экономический, количество кафедр в нем было 27. С 1950 года в институте началась подготовка кадров для стран Европы, Азии, Африки и Латинской Америки.
В 1960 году ректор ом стал профессор, доктор технических наук, заслуженный деятель науки УССР А. А. Костюков. В 1971 году — профессор Н. И. Коваленко. В 1978 году ОИИМФ был награжден орденом «Дружбы» Республики Вьетнам. В июле 1979 года институт возглавил его выпускник — доктор технических наук профессор В. О. Загоруйко. За большие успехи в подготовке высококвалифицированных кадров для морского транспорта СССР в 1984 году коллектив ОИИМФ был награжден орденом Трудового Красного Знамени и Почетной грамотой Президиума Верховного Совета УССР.
В 1989-2003 годах вузом руководил доктор технических наук, профессор Юрий Леонидович Воробьев. В 1994 году Одесский институт инженеров морского флота был аккредитован МОН Украины как вуз ІV уровня и согласно постановлению Кабинета Министров Украины от 29 августа 1994 года был переименован в Одесский государственный морской университет, а Указом Президента Украины от 26 февраля 2002 года ему был присвоен статус национального.
В 2003 году ректором ОНМУ стала доктор экономических наук, профессор Ирина Владимировна Морозова. Вуз был сертифицирован согласно международному стандарту ІСО 9001:2008. В нем имеется 31 кафедра, где работают 480 преподавателей, из них — 35 докторов, 52 профессора, 162 кандидата наук и 128 доцентов. В настоящее время ректором ОНМУ является доктор технических наук, профессор Сергей Васильевич Руденко.

## Ректоры
- Февраль — ноябрь 1930: Дишкант, Василий Степанович
- Март 1932 — сентябрь 1936: Демидов, Михаил Дмитриевич
- 1937 — 21 июля 1938: Николаев, Иван Александрович
- 1942—1950: Будницкий, Александр Васильевич
- 1952—1959: Коробцов, Иван Максимович
- 1960—1971: Костюков, Александр Александрович
- 1971—1978: Коваленко, Николай Игнатьевич
- 1978—1989: Загоруйко, Василий Анисимович
- 1989—2003: Воробьёв, Юрий Леонидович
- 2003—2015: Морозова, Ирина Владимировна
- 2015—2016: Коноплёв, Анатолий Васильевич и. о.
- С 2016—н.в.: Руденко, Сергей Васильевич

## Направления подготовки
Одесский национальный морской университет проводит подготовку бакалавров по следующим направлениям: 
- Информатика и вычислительная техника;
- Машиностроение и материалообработка;
- Менеджмент и администрирование;
- Морская техника;
- Право;
- Строительство и архитектура;
- Транспорт и транспортная инфраструктура;
- Экономика и предпринимательство.